# Amboropotsy
Amboropotsy is een plaats en commune in het zuiden van Madagaskar, behorend tot het district Ampanihy, dat gelegen is in de regio Atsimo-Andrefana. Tijdens een volkstelling in 2001 telde de plaats 13.420 inwoners.
De plaats biedt alleen lager onderwijs aan. 70% van de bevolking werkt als landbouwer en 29% houdt zich bezig met veeteelt. Het belangrijkste landbouwproduct is pinda's; andere belangrijke producten zijn mais en maniok. Verder is 0,5% actief in de dienstensector en heeft 0,5% een baan in de industrie.